# Isaac Titsingh
Isaac Titsingh (Amsterdam, 10 gennaio 1745 – Parigi, 2 febbraio 1812) è stato un diplomatico commerciante e studioso olandese.
Durante una lunga carriera in Asia orientale, Titsingh fu un alto funzionario della Compagnia Olandese delle Indie Orientali (la Vereenigde Oostindische Compagnie o VOC, letteralmente "Compagnia Riunita delle Indie Orientali"). Rappresentò la compagnia commerciale europea in tutta l'Asia in contatto ufficiale esclusivo con il Giappone dei Tokugawa. Si recò due volte a Edo per udienze con lo Shōgun e con altri alti funzionari del bakufu. In seguito, fu Governatore Generale della VOC a Chinsura, nel Bengala. Titsingh lavorò con la sua controparte, Charles Cornwallis, che fu Governatore Generale della Compagnia Inglese delle Indie Orientali. Nel 1795, Titsingh rappresentò gli interessi olandesi e della VOC in Cina, dove la sua favorevole accoglienza alla corte dell'Imperatore Qianlong (un tempo noto come Chien-lung) fu in netto contrasto con i rifiuti opposti all'ambasciatore d'Inghilterra proprio prima delle celebrazioni per i sessant'anni di regno di Qianlong. In Cina, Titsingh svolse in effetti le funzioni di ambasciatore per il suo paese, rappresentando al tempo stesso la VOC come rappresentante commerciale.

## Giappone, 1779-1784

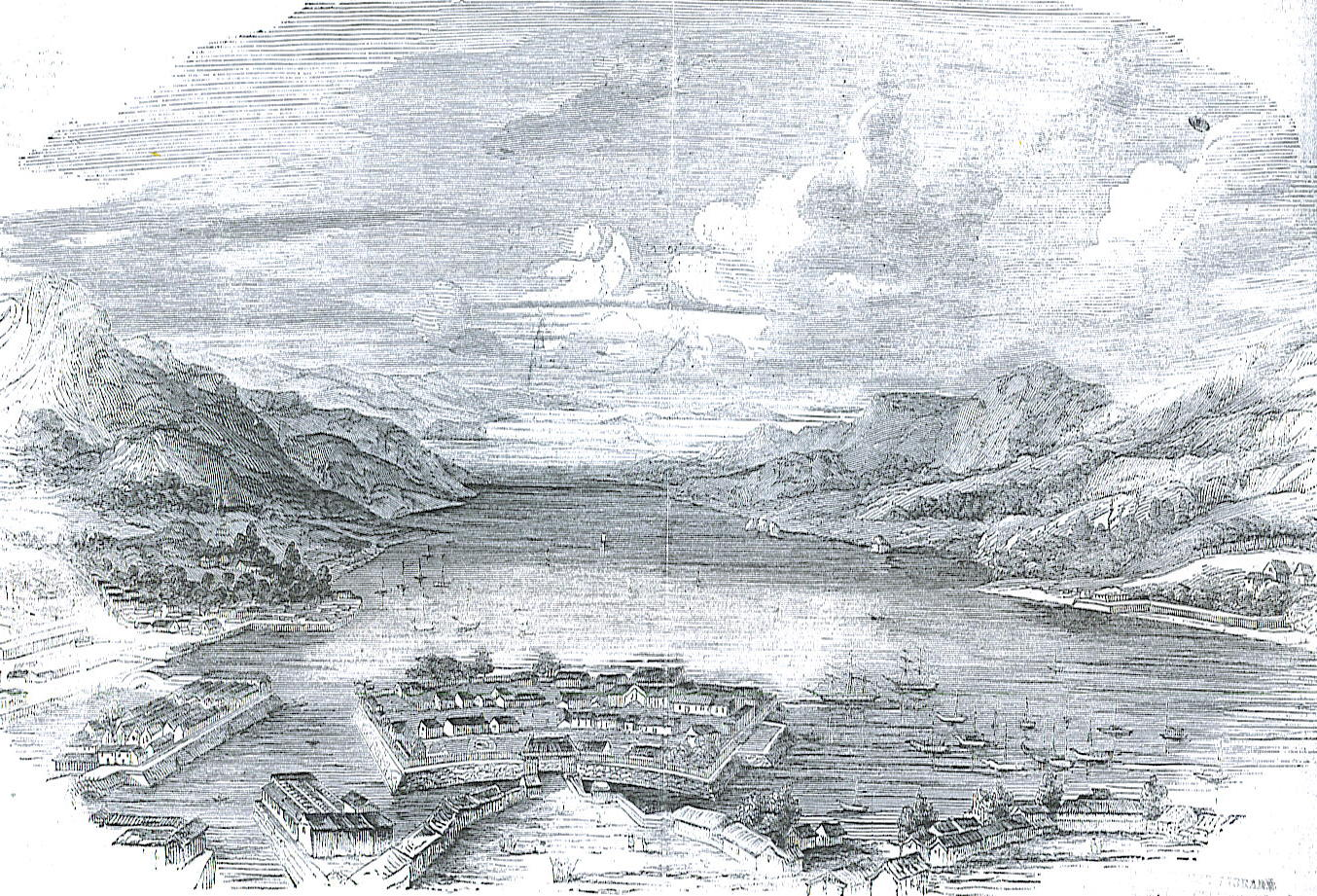
Didascalia originale: "Nagasaki e la baia, Giappone - L'unico porto aperto al commercio estero" (Illustrated London News, 26 marzo 1853).

Titsingh fu Opperhoofd o Capo mandatario commerciale in Giappone nel 1779-1780, nel 1781-1783 e nel 1784. La singolare importanza del capo della VOC in Giappone durante questo periodo fu accresciuta dalla politica giapponese dell'isolamento imposto dal bakufu. A causa dell'iniziale attività di proselitismo religioso svolta dai missionari stranieri durante questo periodo, nessun europeo o giapponese poteva entrare o lasciare l'arcipelago giapponese, sotto pena di morte. La sola eccezione a questa "porta chiusa" era il "mandato" o posto commerciale della VOC sull'isola di Dejima nella baia di Nagasaki, sull'isola giapponese meridionale di Kyūshū. In questo contesto altamente controllato, i commercianti della VOC divennero l'unico canale ufficiale per il commercio e gli scambi scientifico-culturali. All'Opperhoofd della VOC era nominalmente concesso un rango simile a quello di un daimyō giapponese durante le visite annuali obbligatorie per rendere omaggio allo Shogun a Edo. In tali rare opportunità, i contatti informali di Titsingh con i funzionari del bakufu e gli studiosi del Rangaku a Edo potrebbero essere stati altrettanto importanti delle sue udienze formali con lo Shogun, Tokugawa Ieharu.

## India, 1785-1792
Nel 1785, Titsingh fu nominato Direttore del posto commerciale della VOC a Chinsura nel Bengala. Chinsura è situata a monte di Calcutta sul fiume Hughli, un ramo del Gange. In tale periodo sembra che egli abbia assaporato la vita intellettuale della comunità europea. Titsingh fu descritto infatti come “il Mandarino of Chinsura” (vedi Mandarino (funzionario) e funzionario-studioso) da William Jones, il filologo e giurista bengalese.

## Batavia, 1792-1793
Il ritorno di Titsingh a Batavia (ora Giacarta, Indonesia) lo condusse a nuove posizioni come Ontvanger-Generaal (Tesoriere) e più tardi come Commissaris ter Zee (Commissario marittimo).

## Cina, 1794-1795

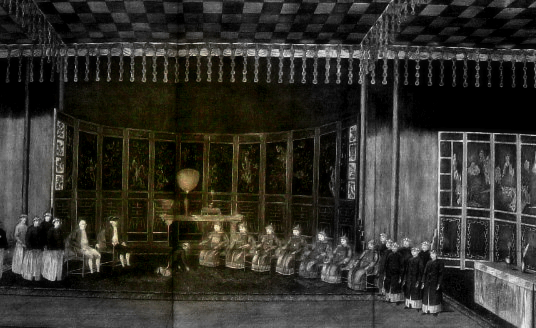
L'unica immagine contemporanea conosciuta di Titsingh è nel libro di van Braam sull'ambasciata di Titsingh alla Corte dell'Imperatore Qianlong. Titsingh è l'europeo seduto con indosso un cappello.

Titsingh fu nominato Ambasciatore olandese alla corte dell'Imperatore della Cina per le celebrazioni del sessantesimo anniversario del regno dell'Imperatore Qianlong. A Pechino, la delegazione di Titsingh comprendeva Andreas Everardus van Braam Houckgeest e Chrétien-Louis-Joseph de Guignes, i cui resoconti complementari di questa ambasciata alla corte cinese furono pubblicati negli Stati Uniti e in Europa.
L'estenuante spedizione di Titsingh a metà inverno da Canton a Pechino gli permise di vedere parti della Cina interna che non erano mai state accessibili agli Europei. La sua comitiva arrivò a Pechino in tempo per le celebrazioni del Nuovo Anno. In base ai criteri cinesi, Titsingh e la sua delegazione furono ricevuti con rispetto e onori non comuni nella Città Proibita, e più tardi nella Yuang ming yuan (l'Antico Palazzo d'Estate). Diversamente dall'infruttuosa ambasciata britannica dell'anno precedente sotto Lord George Macartney, Titsingh fece ogni sforzo per conformarsi alle esigenze della complessa etichetta della corte imperiale cinese — compreso il prostrarsi davanti all'Imperatore. Né i Cinesi né gli Europei avrebbero potuto sapere che questa sarebbe stata l'ultima apparizione di un qualsiasi ambasciatore europeo alla corte imperiale fino alle Guerre dell'oppio del secolo successivo.

## Ritorno in Europa, 1796-1812

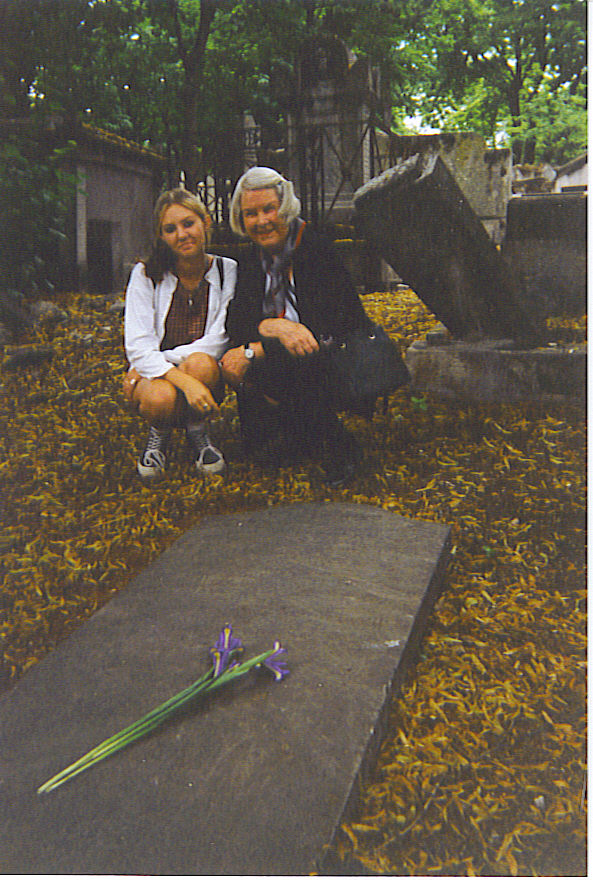
Mary Camper-Titsingh con sua nipote, Meriah Druliner, a Père-Lachaise - 13 luglio 1996.

Titsingh ritornò in Europa dove, tra parecchi altri "primi", divenne il primo a introdurre in Occidente la singolare matematica wasan/euclidea del sangaku.
Morì a Parigi il 2 febbraio 1812), ed è sepolto nel cimitero di Père-Lachaise. La sua lapide recita: "Ici repose Isaac Titsingh. Ancien conseiller des Indes hollandaises. Ambassadeur à la Chine et au Japon. Mort à Paris le 2 Février 1812, agé de 68 ans." [Qui giace Isaac Titsingh, un tempo consigliere della Compagnia Olandese delle Indie Orientali, Ambasciatore in Cina e in Giappone. Morto a Parigi il 2 febbraio 1812, all'età di 68 anni.]

## Eredità
Le esperienze e le ricerche erudite di Titsingh in Giappone furono la genesi di libri pubblicati postumi, tra i quali in particolare:
- Titsingh, Isaac. (1820). Mémoires et Anecdotes sur la Dynastie régnante des Djogouns, Souverains du Japon, avec la description des fêtes et cérémonies observées aux différentes époques de l'année à la Cour de ces Princes, et un'appendice contenant des détails sur la poésie des Japonais, leur manière de diviser l'année, etc.; Ouvrage orné de Planches gravées et coloriées, tiré des Originaux Japonais par M. Titsingh; publié avec des Notes et Eclaircissemens Par M. Abel Rémusat. Paris: Nepveu.
- Titsingh, Isaac. (1822). Illustrations of Japan; consisting of Private Memoirs and Anecdotes of the reigning dynasty of The Djogouns, or Sovereigns of Japan; a description of the Feasts and Ceremonies observed throughout the year at their Court; and of the Ceremonies customary at Marriages and Funerals: to which are subjoined, observations on the legal suicide of the Japanese, remarks on their poetry, an explanation of their mode of reckoning time, particulars respecting the Dosia powder, the preface of a work by Confoutzee on filial piety, &c. &c. by M. Titsingh formerly Chief Agent to the Dutch East India Company at Nangasaki. Translated from the French, by Frederic Shoberl with coloured plates, faithfully copied from Japanese original designs. London: Ackermann.
- Titsingh, Isaac. (1834). [Siyun-sai Rin-siyo/Hayashi Gahō, 1652] Nipon o daï itsi ran [Nihon Ōdai Ichiran]; ou, Annales des empereurs du Japon, tr. par M. Isaac Titsingh avec l'aide de plusieurs interprètes attachés au comptoir hollandais de Nangasaki; ouvrage re., complété et cor. sur l'original japonais-chinois, accompagné de notes et précédé d'un Aperçu d'histoire mythologique du Japon, par M. J. Klaproth. Paris: Royal Asiatic Society, Oriental Translation Fund of Great Britain and Ireland.- (Due esempi di questo raro libro sono stati ora resi disponibili in linea: (1) dalla biblioteca dell'Università del Michigan, digitalizzato il 30 gennaio 2007; e (2) dalla biblioteca dell'Università di Stanford, digitalizzato il 23 giugno 2006. Cliccare qui per leggere il testo originale in francese.)